# Gelijkzijdige driehoek

Gelijkzijdige driehoek

een gelijkzijdige driehoek met passer en liniaal

Een gelijkzijdige driehoek is een driehoek met drie zijden van gelijke lengte. In de traditionele euclidische meetkunde betekent dat tevens dat de drie hoeken gelijk zijn, alle drie 60°, zodat de gelijkzijdige driehoek een regelmatige veelhoek is.
In een gelijkzijdige driehoek vallen een hoogtelijn, zwaartelijn en bissectrice samen. In het algemeen vallen driehoekscentra, mits gedefinieerd in een gelijkzijdige driehoek, samen in het zwaartepunt.
Door zes gelijkzijdige driehoeken tegen elkaar te schuiven met een gemeenschappelijk punt, verkrijgt men een regelmatige zeshoek.

## Eigenschappen
Als {\displaystyle a} de lengte is van de zijde van de gelijkzijdige driehoek dan geldt:
- de oppervlakte is gelijk aan {\displaystyle A={\tfrac {1}{4}}a^{2}{\sqrt {3}}},
- de omtrek is {\displaystyle p=3a},
- de straal van de omgeschreven cirkel is {\displaystyle R={\tfrac {1}{3}}a{\sqrt {3}}},
- de straal van de ingeschreven cirkel is {\displaystyle r={\tfrac {1}{6}}a{\sqrt {3}}} en
- de lengte van het lijnstuk, dat tegelijk zwaartelijn, hoogtelijn en bissectrice is, is {\displaystyle h={\tfrac {1}{2}}a{\sqrt {3}}}.

De driehoek met de kleinste oppervlakte omgeschreven aan een gegeven cirkel en de driehoek met de grootste oppervlakte ingeschreven in een gegeven cirkel zijn gelijkzijdige driehoeken.
- Een gelijkzijdige driehoek heeft 3 symmetrie-assen en is draaisymmetrisch over 120 en 240 graden.

## Constructie
Een gelijkzijdige driehoek kan gemakkelijk met passer en liniaal worden geconstrueerd als een lijnstuk is gegeven. Teken daartoe de twee cirkels met het ene eindpunt van het lijnstuk als middelpunt die door het andere eindpunt van het lijnstuk gaan. De twee cirkels snijden in twee punten. Elk van deze punten kan als derde punt van de gelijkzijdige driehoek gelden.

## Resultaat van een berekening
Bij zowel de trisectricestelling van Morley als de stelling van Napoleon is de driehoek, geconstrueerd op de manier die in de stelling wordt gegeven, een gelijkzijdige driehoek.

## Symbolische betekenis
De gelijkzijdige driehoek met de horizontale lijn onderaan wordt vaak gebruikt als een mannelijk symbool en zonneteken dat staat voor het goddelijkheid, vuur, leven, het hart, opstijging, voorspoed, harmonie en koningschap.
De gelijkzijdige driehoek met de horizontale lijn bovenaan wordt vaak gebruikt voor het vrouwelijke symbool, een maanteken, die de grote moeder, water, vruchtbaarheid, regen en hemelse genade voorstelt.
De driehoek is in verschillende godsdiensten het teken voor God.